# Metrosideros colensoi
Metrosideros colensoi är en myrtenväxtart som beskrevs av Joseph Dalton Hooker. Metrosideros colensoi ingår i släktet Metrosideros och familjen myrtenväxter.

## Underarter
Arten delas in i följande underarter:
- M. c. colensoi
- M. c. pendens